# Comuna Litînka, Litîn
Litînka (în ucraineană Літинка) este o comună în raionul Litîn, regiunea Vinnița, Ucraina, formată din satele Iablunivka și Litînka (reședința).

## Demografie
Componența lingvistică a satului Litînka
     Ucraineană (99,34%)
     Alte limbi (0,66%)
Conform recensământului din 2001, majoritatea populației satului Litînka era vorbitoare de ucraineană (99,34%), existând în minoritate și vorbitori de alte limbi.